# David Pryor

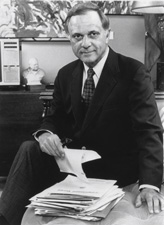
David Pryor

David Hampton Pryor, född 29 augusti 1934 i Camden, Arkansas, död 20 april 2024 i Little Rock, Arkansas, var en amerikansk demokratisk politiker. Han var den 39:e guvernören i delstaten Arkansas 1975–1979. Han representerade Arkansas i båda kamrarna av USA:s kongress, först som ledamot av representanthuset 1966–1973 och sedan som senator 1979–1997.
Pryor avlade 1957 grundexamen vid University of Arkansas. Han avlade sedan (1964)  juristexamen vid samma universitet och inledde sin karriär som advokat i Camden.
Han gifte sig 28 november 1957 med Barbara Jean Lunsford. Paret fick tre söner. En av sönerna, Mark Lunsford Pryor, var senator för Arkansas från 2003 till 2015.
Kongressledamoten Oren Harris blev 1966 utnämnd till en federal domstol. Pryor besegrade republikanen A. Lynn Lowe i fyllnadsvalet. Pryor representerade Arkansas 4:e distrikt i representanthuset fram till januari 1973. Pryor bestämde sig för att utmana sittande senatorn John Little McClellan i demokraternas primärval inför 1972 års kongressval. McClellan vann primärvalet med 52% av rösterna. Veteranpolitikern McClellan vann sedan själva senatsvalet med bredare marginal.
Om Pryor hade kommit nära att åstadkomma en generationsväxling i senaten, var guvernör Dale Bumpers desto mer framgångsrik två år senare. Bumpers besegrade en annan veteranpolitiker, senator J. William Fulbright, i demokraternas primärval. Samtidigt som Bumpers senare samma år blev invald i senaten, valdes Pryor till guvernör.
Eftersom senator Bumpers inledde sin mandatperiod några dagar innan Pryor tillträdde som guvernör, sköttes guvernörsämbetet under den tiden av viceguvernör Bob C. Riley som tillförordnad guvernör. Pryor omvaldes 1976. Senator John Little McClellan avled 1977 i ämbetet och guvernör Pryor utnämnde Kaneaster Hodges till senaten.
Pryor besegrade kongressledamöterna Jim Guy Tucker och Ray Thornton i primärvalet inför 1978 års senatsval. Han vann sedan lätt mot republikanen James Kelly.
Pryor tjänstgjorde tre mandatperioder som senator. Demokraterna innehade Arkansas båda mandat i senaten hela den tiden, eftersom kollegan Bumpers var stadigt kvar fram till 1999. Pryor kandiderade inte till omval i 1996 års kongressval. Han efterträddes av republikanen Tim Hutchinson.